# 제임스 거니
제임스 거니(James Gurney, 1958년 6월 14일생)는 미술가이자 작가로, 19세기 탐험가가 인류와 공룡이 함께 살아가는 이상향을 모험하는 형식으로 쓰인 다이노토피아(Dinotopia) 시리즈로 유명하다. 뉴욕주 허드슨 밸리의 라인벡(Rhinebeck)에 거주한다.

## 배경과 초기 활동
거니는 캘리포니아주 팰로앨토에서, 기계공인 로버트(Robert)와 조애나(Joanna) 거니 부부의 다섯 자녀 중 막내로 자랐다. 작업장에서 일을 도운 경험 덕분에, 그는 인형, 글라이더, 가면, 연을 만들고, 삽화가 하워드 파일(Howard Pyle)과 노먼 록웰의 책들을 통해 독학으로 그림을 배웠다,
그는 캘리포니아 대학교 버클리에서 고고학을 전공하여, 1979년에 인류학 학사 학위를 받고 파이 베타 카파(Phi Beta Kappa) 명예 학생으로 선정되었다. 그는 이후 캘리포니아주 패서디나의 아트 센터 칼리지 오브 디자인에서 두 학기 동안 삽화를 전공했다. 함께 화물 열차로 전국을 여행한 뒤, 그와 토머스 킨케이드(Thomas Kinkade)는 1982년에 미술가의 스케치 안내서(The Artist’s Guide to Sketching)를 썼다. 거니와 킨케이드는 랄프 바크시(Ralph Bakshi), 프랭크 프레제타(Frank Frazetta)이 공동으로 감독한 애니메이션 영화 불과 얼음(Fire and Ice)의 배경 작화도 맡았다.

## 이력
거니의 프리랜스 삽화가 활동은 1980년대에 시작되었으며, 당시 그는 그 특유의, 학술용 사실주의 화가들과 네덜란드 황금 시대(Gouden Eeuw) 삽화가들과 비슷한, 판타지 장면들에서의 사실적인 묘사를 발전시켰다. 그는 과학 소설 및 판타지 소설책 70권 이상의 표지를 그렸으며, 미국 우정청을 위해 1996년의 공룡의 세계(The World of Dinosaurs)등 몇 장의 우표 도안들을 만들었다.
1983년부터, 그는 내셔널 지오그래픽의 주문으로, 고대 모체(Moche), 쿠시, 에트루리아의 문명들 및 오디세우스의 여정을 재현한 팀 세버린 등을 다룬 작업들을 해 오고 있다.
이러한 고고학적 재현을 연구하면서 온 영감은 그가 폭포 도시(Waterfall City, 1988년)와 공룡 행진(Dinosaur Parade, 1989년) 등 잃어버린 세계의 전경들을 그리도록 이끌었다. 은퇴한 편집자 이언(Ian)과 베티 발렌타인(Betty Ballantine) 부부의 지원을 받아, 그는 프리랜스 활동을 멈추고 2년 동안 다이노토피아: 공룡나라 여행의 글과 삽화를 맡아, 1992년에 출간했다. 이 책은 뉴욕 타임스 베스트셀러 목록에 올랐으며, 휴고상, 세계 판타지 문학상(World Fantasy Award), 체슬리상(Chesley Awards), 스펙트럼상(Spectrum Award), 콜로라도 어린이 도서상(Colorado Children’s Book awards)에서 수상하였다. 1백만 부 이상이 팔렸으며 18개 언어로 번역되었다.
거니가 글과 삽화를 맡은 다이노토피아의 후속작들으로는 다이노토피아: 지하 세계(Dinotopia: The World Beneath, 1995년), 다이노토피아: 첫 비행(Dinotopia: First Flight, 1999년), 그리고 다이노토피아: 찬다라 여행(Dinotopia: Journey to Chandara, 2007년)이 있다. 다이노토피아 시리즈에 등장한 거니의 미술 작품들은 스미스소니언 협회의 국립 자연사 박물관, 노먼 록웰 미술관(Norman Rockwell Museum), 왕립 타이렐 박물관(Royal Tyrrell Museum)에 전시되었으며 현재는 미국과 유럽 곳곳의 미술관들을 거치는 순회 전시가 이루어지고 있다.
최근 그는 미술 교육서 두 권을 썼다: 존재하지 않는 것을 그리는 것에 대한 책인 상상 리얼리즘 페인팅 기법(2009년), 그리고 컬러앤 라이트(2010년)가 이들이다. 이 책들은 거니가 사실주의 및 판타지 미술가들에게 실용적인 조언을 하는 장소인, 그의 블로그에 기반한다.
공룡 Torvosaurus gurneyi는 2014년에 거니의 이름을 따서 학명이 붙여졌다.

## 참고 문헌
- Debus, Allen A. (2006). 《Dinosaurs in Fantastic Fiction: A Thematic Survey》 1판. Jefferson, North Carolina, and London: McFarland & Company, Inc. ISBN 978-0-7864-2672-0.
- Hintz, Carrie; Elaine Ostry (2003). 《Utopian and Dystopian Writing for Children and Young Adults》. New York and London: Routledge. ISBN 0-415-94017-6.
- Reed, Walt (2001). 《The Illustrator in America 1860–2000》. New York, NY: Watson-Guptill Publications. ISBN 0-8230-2523-3.